# Flieger Bataillon Nr. 4
Flieger-Bataillon Nr. 4 – FlgBtl 4 – jedna z 5 większych jednostek taktycznych lotnictwa niemieckiego Luftstreitkräfte utworzona przed wybuchem I wojny światowej tego typu.

## Informacje ogólne
Jednostka powstała w 1913 roku i składała się z trzech kompanii pruskich. Podporządkowana była Inspektion der Fliegertruppen oraz XV Armeekorps. Sztab stacjonował w Kolonii.

### Skład batalionu w sierpniu 1914 roku
| Kompania | Lokalizacja          | Jednostka                                      | Dowódca               |
| -------- | -------------------- | ---------------------------------------------- | --------------------- |
| 1        | Strasburg            | Feldflieger-Abteilung 3                        | kpt. Genée            |
|          |                      | Feldflieger-Abteilung 4                        | kpt. Wilhelm Haehnelt |
|          |                      | Festungsfliegerabteilung 2 (Festung Straßburg) | kpt. von Falkenhayn   |
| 2        | Metz                 | Feldflieger-Abteilung 2                        | kpt. Eugen Kirch      |
|          |                      | Feldflieger-Abteilung 5                        | kpt. Werner Kerksieck |
|          |                      | Feldflieger-Abteilung 8                        | kpt. Horst Jerrmann   |
|          |                      | Festungsfliegerabteilung 1 (Festung Metz)      | kpt. von Kleist       |
| 3        | Freiburg im Breisgau | Feldflieger-Abteilung 20                       | kpt. Erwin Barends    |
|          |                      | Feldflieger-Abteilung 25                       | kpt. Blum             |
|          |                      | Feldflieger-Abteilung 26                       | kpt. Walter           |
|          |                      | Etappen Flugzeug Park 7                        | kpt. Wilhelm Siegert  |

## Dowódcy Jednostki
| Stopień | Nazwisko        | Okres |
| ------- | --------------- | ----- |
| Kapitan | Wilhelm Siegert | 1914  |